# John Jensen (1977)
John Bysted Sandberg Jensen (Randers, 4 gennaio 1977) è un ex calciatore danese, di ruolo centrocampista.

## Carriera

### Club
Jensen giocò con la maglia dell'Aarhus, prima di trasferirsi al Silkeborg. Nel 2003 passò in prestito ai norvegesi dello HamKam. Esordì nella 1. divisjon il 3 agosto, schierato titolare nella vittoria per 1-6 sul Mandalskameratene. A fine stagione, tornò al Silkeborg.
Fu successivamente ingaggiato dal Randers, per poi militare nelle file di Hellerup e Slagelse. Chiuse la carriera con le maglie di Brønshøj e Glostrup.

### Nazionale
Giocò 4 partite per la Danimarca under 21, segnando anche una rete.